# Anacroneuria kondratieffi
Anacroneuria kondratieffi és una espècie d'insecte plecòpter pertanyent a la família dels pèrlids que es troba a Sud-amèrica: l'Equador.
En el seu estadi immadur és aquàtic i viu a l'aigua dolça, mentre que com a adult és terrestre i volador.

## Descripció
- Els adults presenten el cap de color marró clar amb ocels en forma d'anells negres, el pronot rugós i les ales clares amb la nervadura marró.
- Les ales anteriors del mascle fan al voltant d'onze mm de llargària.
- La femella no ha estat encara descrita.[4]